# 大連海事大学

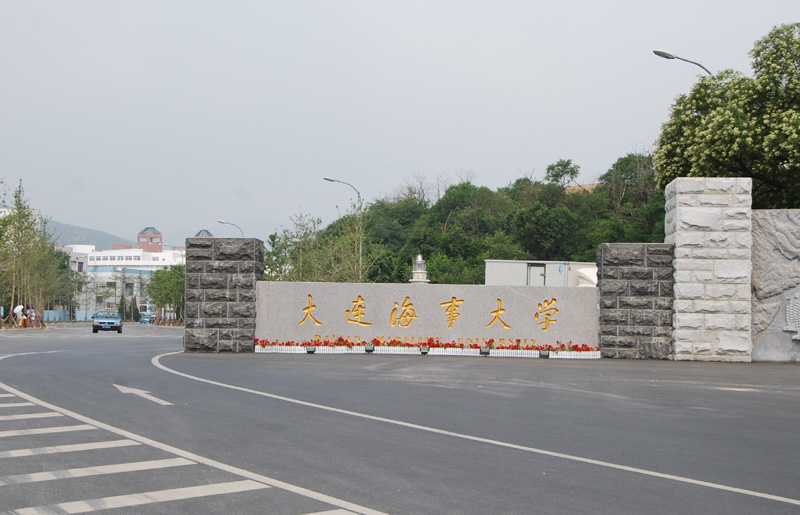
大連海事大学の新入口（2009年に完成）

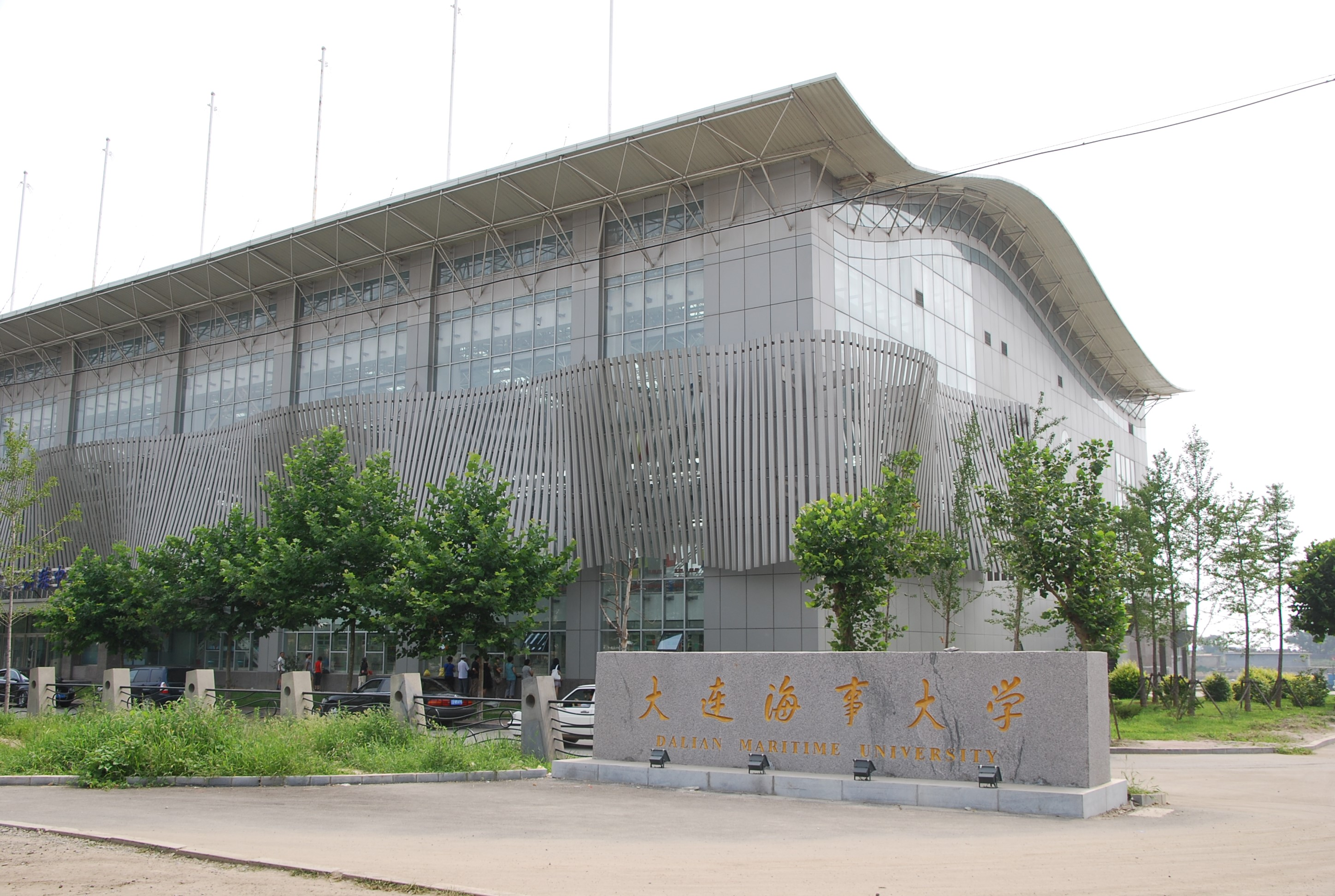
大学の水泳プール（旅順南路向かい）

大連海事大学（だいれんかいじだいがく、略称：海大、英文名称：Dalian Maritime University）は、中国大連市にある総合国立大学である。中華人民共和国国家交通運輸部（交通省）に直属し、「211工程国家重点大学」の「双一流大学・一流学科」の一校に指定されている。海事関連分野や海洋運輸分野を主に専門とするほか，法学，環境科学，人文社会科学，外国語などの広範な分野にわたって合計22の学部が設置されており，在校生は2万名を超えている。
中国国内の海事関連高等教育機関としては権威的な地位を有しており、1983年に国連開発計画（UNDP）及び国際海事機関（IMO）が同大学にアジア太平洋地域国際海事訓練センターを設置し，1985年には世界海事大学が同大学に分校を設立するなど，国際的にも高い評価を得ている。 早い段階でグローバル的な視点から海外の大学との学術交流を積極的に進めており，現在では世界27カ国で70校以上の大学と協定を結び，広く学術交流を進めている。

## 沿革
- 1909年、上海高等実業学堂（南洋公学、現上海交通大学）で船政科を設立。これを開学としている
- 1912年、呉淞商船学校が設立
- 1926年、呉淞商船学校が呉淞商船高等専科学校と改名
- 1950年、呉淞商船学校と上海交通大学航業管理系が合併して、上海航務学院を成立
- 1953年、上海航務学院、東北航海学院 [1]、福建航海専科学校が合併して、大連海運学院を設立
- 1994年、大連海事大学と改名し、江沢民国家主席が儀式に列席
- 2009年6月6日、温家宝総理の列席を得て、百周年記念祭を挙行

## 組織
大学の組織（設立年）は、以下の通り。
- 航海学学院（1992）
- 船舶技術学院（1992）
- 情報科学技術学院（2006
- 交通運輸学院（2008）
- 交通・物流技術学院（2008）
- 法律学院（1998）
- 環境科学・技術学院（1995）
- 人文科学社会学院（2000）
- 外国語学院（2005）
- 数学系（2005）
- 物理系（2005）
- 体育職業学院（1987）
- 専業学位教育学院
- 継続教育学院（1956）
- 船舶ナビゲーション・システム国家技術研究センター
- 航海運輸発展研究所
- 世界海事大学 [2]大連分校

### キャンパス
大連市中心部から車で20分ほどの、旅順南路に面した場所に位置する。
住所は、遼寧省大連市凌海路1号 （郵政編碼：116026）。 
周辺は大連高新技術園区（ハイテクゾーン）と大連ソフトウェアパークがあり、多くの国の人が働いている。

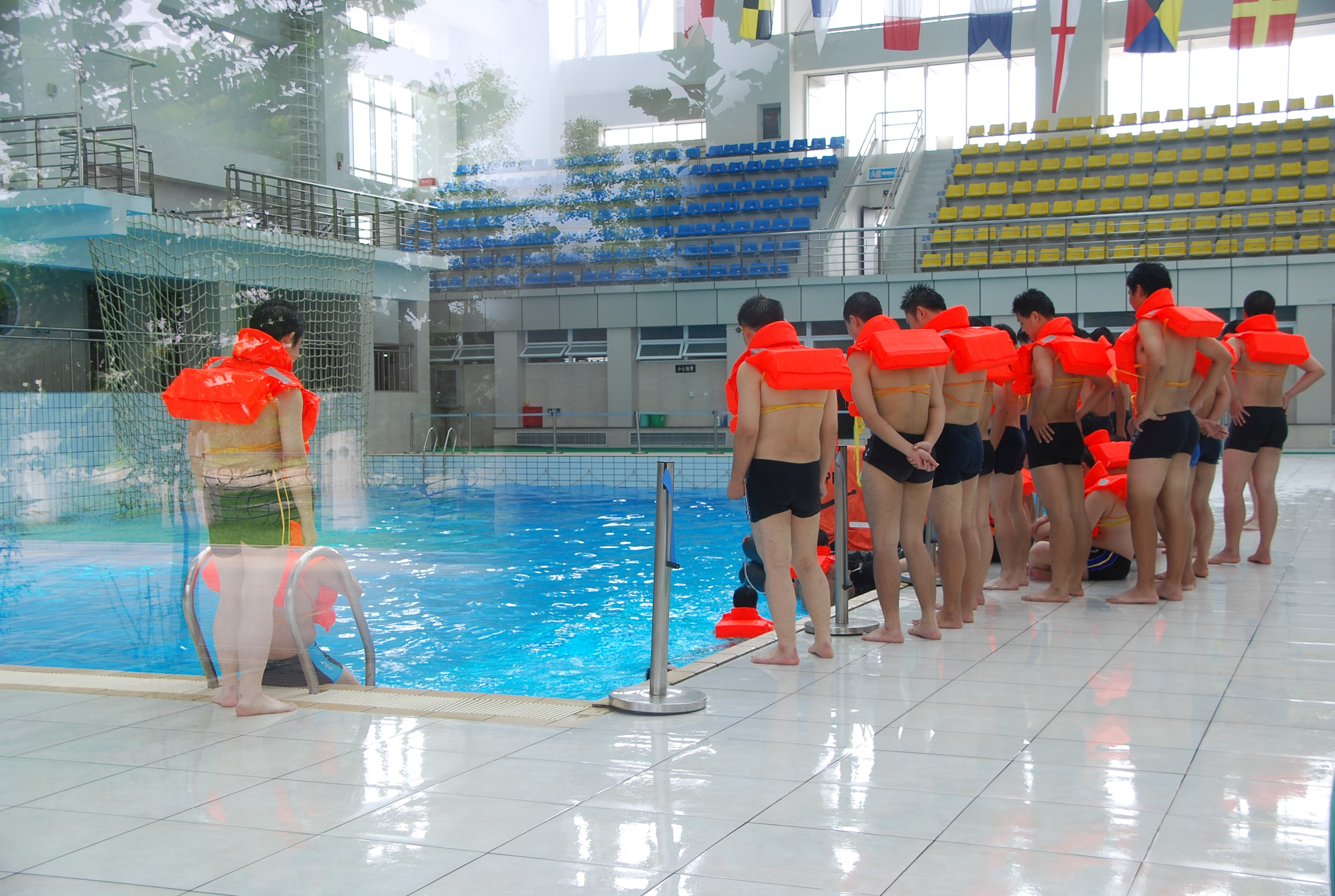
大学の水泳プールで水泳練習
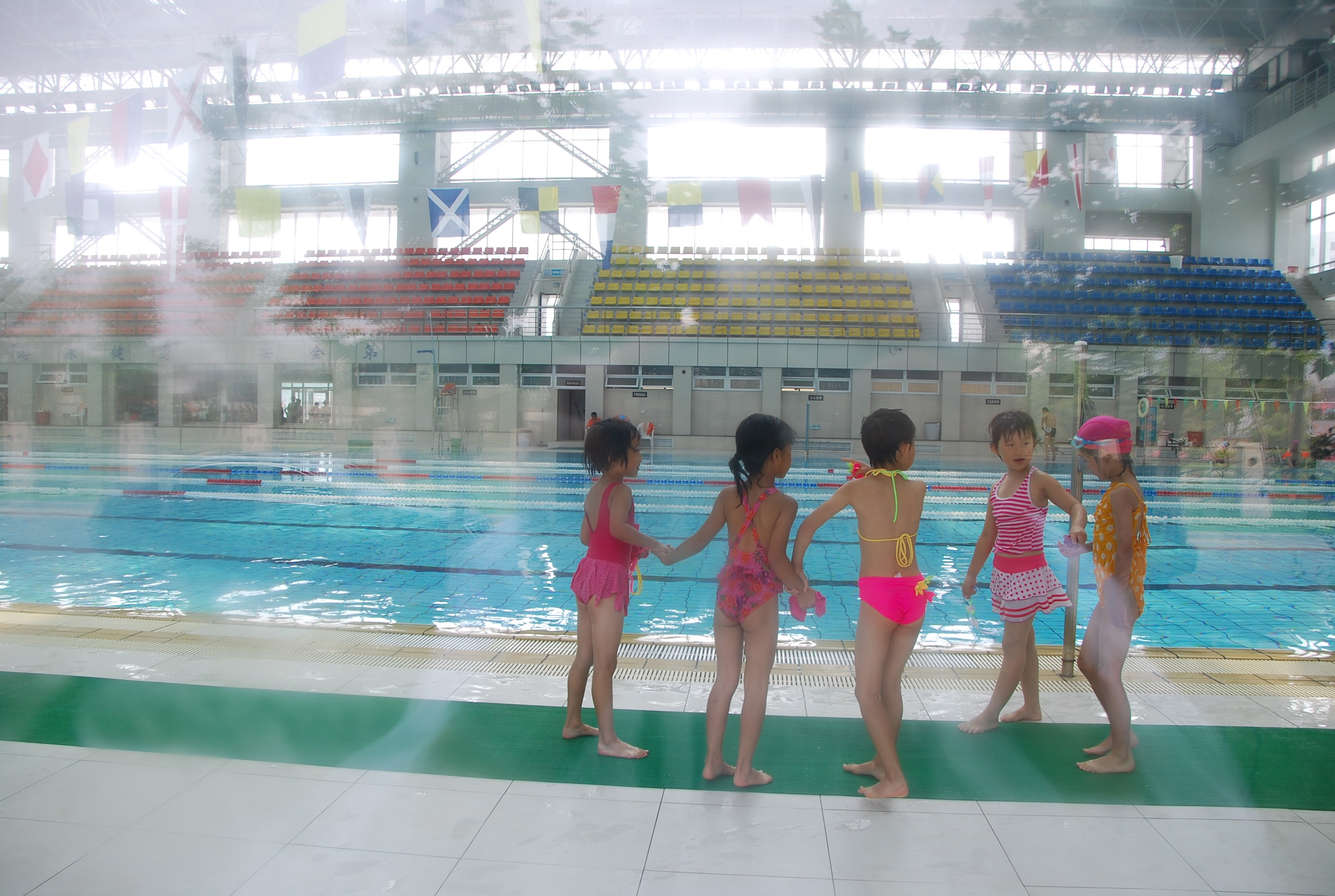
大学の水泳プールは市民にも開放（有料）
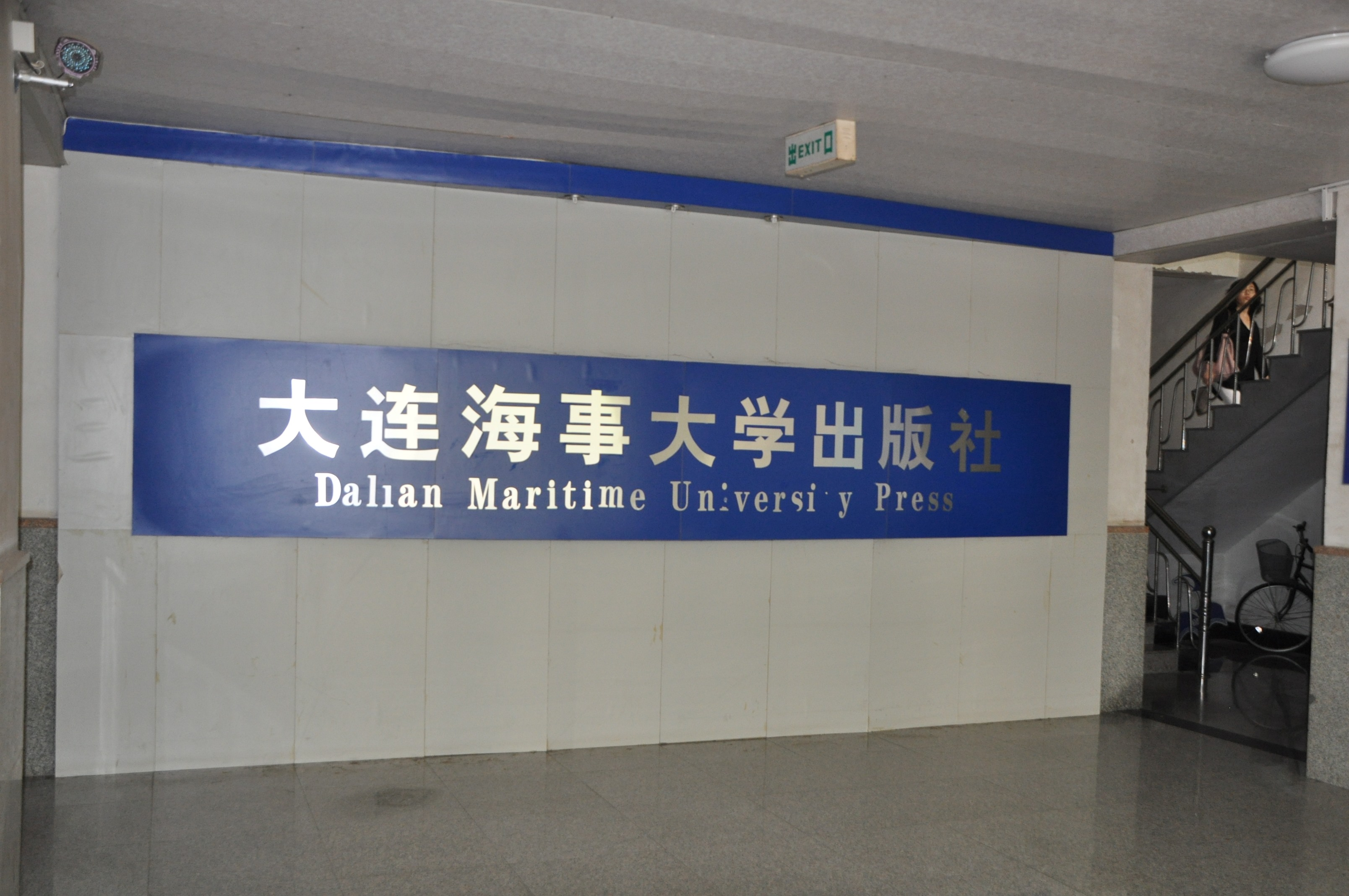
キャンパス内に出版社

## 有名人
- 銭永昌　中華人民共和国国家交通運輸部部長、中央委員
- 陳政高　中華人民共和国住宅都市農村建設部部長
- 徐祖遠　中華人民共和国国家交通運輸部副部長
- 潘立剛　中華人民共和国全国政協常務委員、中央組織部副部長
- 洪善祥　中華人民共和国国家交通運輸部部長
- 劉松金　中華人民共和国国家交通運輸部副部長
- 朱正昌　山東大学総書記
- 方嘉德　中華全国総工会副主席
- 趙化明　遼寧省副省長
- 陳忠表　中国遠洋運輸集団取締役会会長
- 周祺芳　中集集団取締役会会長
- 庄衛華　ウォータールー大学教授、カナダ技術アカデミー会員
- 李科浚　中国船級協会会長、理事長、総裁
- 張建華　中国海運集団副総裁
- 魏家福　中国遠洋運輸集団取締役会会長
- 張良　　中遠海運集団総経理
- 肖建国　北京大学方正技術研究院院長、方正グループ副総裁

## 日本における協定校
- 九州大学
- 神戸大学
- 岡山大学
- 東京海洋大学
- 鹿児島大学
- 北陸先端科学技術大学院大学
- 明治大学
- 亜細亜大学
- 流通科学大学

## 交通
- 旅順南路バスの海事大学バス停
- 大連地下鉄1号線の海事大学駅（中国語）